# سسیل بودکر
سسیل بودکر (به دانمارکی: Cecil Bødker) (زاده ۲۷ مارس ۱۹۲۷ – درگذشته ۱۹ آوریل ۲۰۲۰) یک نویسنده زن دانمارکی بود.
وی در سال ۱۹۲۷ میلادی متولد گردید. در سال ۱۹۵۵ اولین مجموعه ی شعر خود به نام "Luseblomster" را برای بزرگسالان را منتشر کرد و سپس در سال ۱۹۶۷ رمان خود سیلاس "Silas og den sorte hoppe" را برای جوانان به انتشار رسانید. از رمان وی، سریال سیلاس در کشور آلمان ساخته شد که بعدها این سریال در ایران دوبله شد و از سیمای جمهوری اسلامی ایران به پخش رسید .